# Peter Carey

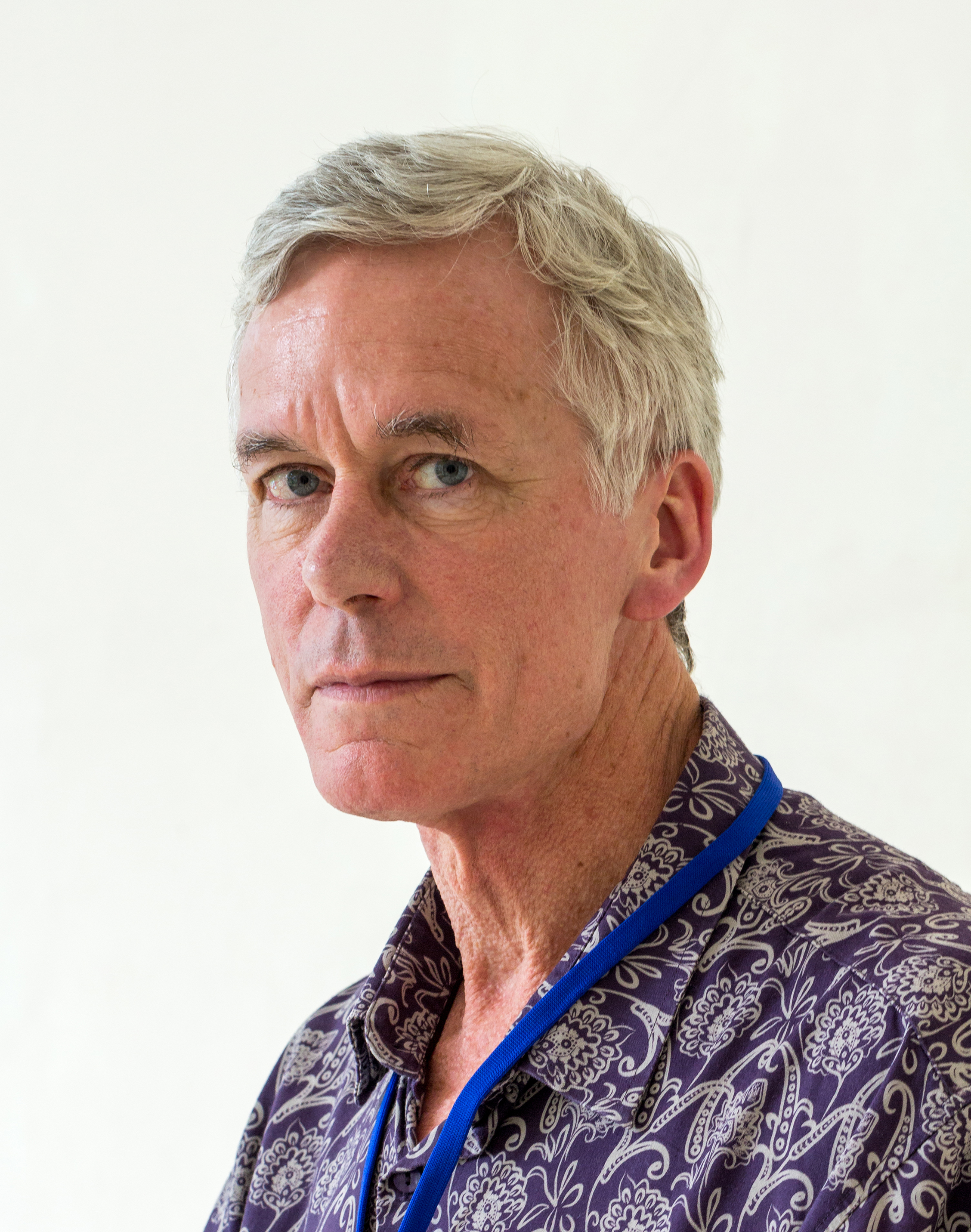
Peter Carey

Peter Carey (Bacchus Marsh (Victoria), 7 februari 1943) is een Australisch schrijver.
Hij woonde in Melbourne, Londen en Sydney, maar woont en werkt nu in New York waar hij verbonden is aan Hunter College, een onderdeel van de City University of New York. Aan het begin van zijn literaire carrière schreef hij copy voor reclamebureaus. Zijn boeken zijn vele malen bekroond, onder meer met de Booker Prize. Carey heeft ook meegewerkt aan de screenplay voor de film Until the end of the world van Wim Wenders.

## Romans
- Bliss (1981)
- Illywhacker (1985) - shortlisted voor de Booker Prize
- Oscar and Lucinda (1988) - won de Booker Prize in 1988
- The Tax Inspector (1991)
- The Unusual Life of Tristan Smith (1994)
- Jack Maggs (1997)
- True History of the Kelly Gang (2000) - won de Booker Prize in 2001, won ook de Commonwealth Writers Prize
- My Life as a fake (2003)
- Theft. A Love Story (2006)
- His illegal self (2008)
- Parrot and Olivier in America (2010)

## Kinderboek
- The Big Bazoohley (1995)

## Korte verhalen
- The Fat Man in History (1974)
- War Crimes (1979)
- Exotic Pleasures (1990)

## Non-fictie
- A Letter to Our Son (1994)
- 30 Days in Sydney: A Wildly Distorted Account (2001)
- Wrong about Japan (2004)

- Bibsys: 90074579
- Biblioteca Nacional de España: XX913946
- Bibliothèque nationale de France: cb12092666c (data)
- Catàleg d'autoritats de noms i títols de Catalunya: 981058527276806706
- Gemeinsame Normdatei: 119392348
- International Standard Name Identifier: 0000 0001 2147 668X
- Library of Congress Control Number: n80049806
- Nationale Bibliotheek van Letland: 000015033
- Bibliotheek van het Japanse parlement: 00464241
- Nationale Bibliotheek van Tsjechië: jn19990001328
- Nationale bibliotheek van Australië: 36254693
- Nationale Bibliotheek van Israël: 987007583681605171
- Nationale Bibliotheek van Polen: a0000001680966
- Nationale en Universitaire bibliotheek Zagreb: 000125049
- Nederlandse Thesaurus van Auteursnamen: 073392464
- Réseau des bibliothèques de Suisse occidentale: 02-A021533417
- Istituto Centrale per il Catalogo Unico: CFIV102896
- LIBRIS: 181053
- SNAC: w6pz6qtd
- Système universitaire de documentation: 029262208
- Trove: 619789
- Virtual International Authority File: 110569724
- WorldCat: E39PBJp69v3xKhddHKkh3tPmh3